# 九龍巴士60X線
九龍巴士60X線是香港的一條全日巴士路線，來往屯門市中心及佐敦（西九龍站），途經安定邨／友愛邨、豐景園、屯門公路、美孚、長沙灣、深水埗、太子、旺角及油麻地。

## 歷史
九巴於1980年代中期的巴士路線發展計劃中，建議60線改為來往屯門市中心及尖沙咀碼頭，之後改為建議另闢新線60B來往屯門市中心及尖沙咀碼頭，而60線則維持原有行車路線不變。
然而，九巴提出建議之時，正值運輸署實施公共交通協調政策（1988年末才放寬），屯門區屋邨開出的新巴士路線不能超越深水埗以南，而屯門市中心開出的路線，最遠亦不能超越佐敦道以南，九巴亦須遵從該項政策為路線定線。再加上當時荃灣支路（德士古道至屯門公路一段）已通車，九巴遂修改建議，60B線改為屯門市中心經荃灣支路、長沙灣道及彌敦道往返佐敦道碼頭，而60線則縮短至葵芳地鐵站。
九巴擬於1985年7月開辦60B線，與往返九龍城碼頭的60A線（開辦時改稱61X）同期，最終雙雙延遲近一年才得以成功開辦，並且採用象徵特快的「X」字作編號。
- 1986年4月7日：本線開辦。
- 1991年10月28日：提供空調巴士服務。
- 2000年4月6日：加入低地台巴士行駛，成為屯門區第2條有低地台巴士的路線。
- 2003年2月23日：本線九龍總站由佐敦道碼頭遷往佐敦（匯翔道）巴士總站。
- 2002年9月7日：與52X改為全空調服務，象徵新界西至九龍西區所有巴士全面達致空調化。
- 2009年12月20日：本線九龍總站由佐敦（匯翔道）巴士總站遷往佐敦（渡華路）巴士總站，以配合廣深港高速鐵路西九龍站工程。
- 2012年12月26日：本線往佐敦方向加停屯門公路轉乘站，由59M、61M、67M、68A線往荃灣／葵青方向轉乘本線往佐敦方向可獲優惠。[4]
- 2013年1月26日：配合屯門公路巴士轉乘站（南行）增加轉乘路線，提供58M、60M、66M轉乘本路線的轉乘優惠。[4]
- 2013年7月27日：配合屯門公路轉車站往屯門方向啟用，往屯門市中心方向於該處增設分站，並提供屯門來往市區的八達通轉乘優惠。
- 2013年9月28日：為配合66線停辦，本線來回程加停葵涌道葵涌交匯處分站。
- 2015年3月21日：增設到站時間預報。[5]
- 2018年6月25日：本線往佐敦方向取消大南西街站，改停光昌街[6]。
- 2018年9月16日：本線九龍總站由佐敦（渡華路）巴士總站遷往西九龍站巴士總站[7]。
- 2021年12月19日：本線往屯門巿中心方向增設屯匯街「屯門大會堂」站。[8]

## 服務時間及班次
| 屯門市中心開     | 屯門市中心開 | 屯門市中心開 | 佐敦（西九龍站）開 | 佐敦（西九龍站）開 | 佐敦（西九龍站）開 |
| 日期             | 服務時間     | 班次（分鐘） | 日期               | 服務時間           | 班次（分鐘）       |
| ---------------- | ------------ | ------------ | ------------------ | ------------------ | ------------------ |
| 星期一至五       | 05:40        | 05:40        | 星期一至五         | 06:08-07:08        | 20                 |
| 星期一至五       | 05:55-17:05  | 7-10         | 星期一至五         | 07:08-07:23        | 15                 |
| 星期一至五       | 17:05-19:02  | 13           | 星期一至五         | 07:23-08:23        | 20                 |
| 星期一至五       | 19:02-19:50  | 12           | 星期一至五         | 08:23-09:08        | 15                 |
| 星期一至五       | 19:50-22:00  | 10           | 星期一至五         | 09:08-13:08        | 12                 |
| 星期一至五       | 22:00-23:00  | 12           | 星期一至五         | 13:08-22:58        | 7-11               |
| 星期一至五       | 23:20        | 23:20        | 星期一至五         | 22:58-23:10        | 12                 |
|                  |              |              | 星期一至五         | 23:10-00:10        | 15                 |
| 00:30            |              |              | 星期一至五         |                    |                    |
| 星期六           | 05:40-06:10  | 15           | 星期六             | 06:08-06:33        | 12/13              |
| 星期六           | 06:10-07:00  | 10           | 星期六             | 06:33-08:48        | 15                 |
| 星期六           | 07:00-18:05  | 7/8          | 星期六             | 08:48-09:00        | 12                 |
| 星期六           | 18:05-19:05  | 12           | 星期六             | 09:00-22:19        | 7-10               |
| 星期六           | 19:05-22:20  | 15           | 星期六             | 22:19-23:55        | 12                 |
| 星期六           | 22:20-23:20  | 20           | 星期六             | 00:10、00:30       | 00:10、00:30       |
| 星期日及公眾假期 | 05:40-07:00  | 20           | 星期日及公眾假期   | 06:08-08:08        | 20                 |
| 星期日及公眾假期 | 07:00-08:00  | 12           | 星期日及公眾假期   | 08:08-08:38        | 15                 |
| 星期日及公眾假期 | 08:00-11:00  | 10           | 星期日及公眾假期   | 08:38-12:50        | 12                 |
| 星期日及公眾假期 | 11:00-17:00  | 7/8          | 星期日及公眾假期   | 12:50-14:40        | 10                 |
| 星期日及公眾假期 | 17:00-18:50  | 10           | 星期日及公眾假期   | 14:40-16:01        | 9                  |
| 星期日及公眾假期 | 18:50-20:50  | 12           | 星期日及公眾假期   | 16:01-19:00        | 7/8                |
| 星期日及公眾假期 | 20:50-22:20  | 15           | 星期日及公眾假期   | 19:00-23:00        | 12                 |
| 星期日及公眾假期 | 22:20-23:20  | 20           | 星期日及公眾假期   | 23:00-23:30        | 15                 |
|                  |              |              | 星期日及公眾假期   | 23:30-00:30        | 20                 |

## 收費
全程：$13.9
- 屯門市中心往豐景園或之前：$4.8
- 美孚站往佐敦（西九龍站）：$6.9
- 太子站往佐敦（西九龍站）：$5.6
- 屯門公路轉車站往屯門市中心：$9.2
- 豐景園往屯門市中心：$4.8

| - 本線設有12歲以下小童及65歲或以上長者半價優惠。 - 65歲或以上香港居民使用「樂悠咭」，以及12歲以下合資格殘疾兒童使用「殘疾人士身份」個人八達通繳付車資，均可享有每程$2.0或半價（以較低者為準）的票價優惠；12至64歲合資格殘疾人士使用「殘疾人士身份」個人八達通（包括「樂悠咭」），以及60至64歲香港居民使用「樂悠咭」繳付車資，均可享有每程$2.0或全費（以較低者為準）的票價優惠。 - 65歲或以上長者如使用長者或一般個人八達通繳付車資，則只可享有半價優惠；12至64歲合資格殘疾人士如不使用「殘疾人士身份」個人八達通，以及60至64歲人士如不使用「樂悠咭」繳付車資，必須繳付全費。 - 乘客可以現金或八達通於上車時付款，不設找續。 - 每位成人乘客可免費攜帶最多兩名4歲以下而不佔座位的兒童乘客乘車，超額之4歲以下小童必須繳付小童車費乘車。 - 持有「九巴月票」之乘客在車票有效期內，每日可享最多10程任何九龍巴士及龍運巴士路線（包括本路線，以及聯營路線的九龍巴士／龍運巴士提供的班次；惟乘搭機場「A」及「NA」線則可享原價二七折優惠（不會計算每天10次合資格車程））；而B1線則每日可享最多各2程（不會計算每天10次合資格車程）。 - 九龍巴士、城巴、龍運巴士及陽光巴士全職員工及家屬（不包括外判職員）可免費乘搭本路線，惟必須拍職員或職員家屬八達通。 - 乘客亦可透過多元化電子支付系統（e度嘟）繳付車資，包括使用非接觸式VISA卡、JCB卡、萬事達卡、銀聯卡、美國運通、大來國際、Discover Card、Apple Pay、Google Pay、Samsung Pay、AlipayHK「易乘碼」、支付寶、WeChatHK／微信支付「搭車碼」、銀聯雲閃付「乘車碼」及BOC Pay「乘車碼」。乘客使用此付款方式，使用此支付方式的乘客可享有中途下車之分段收費，以及與其他九巴／龍運獨營路線或聯營線九巴／龍運班次之轉乘優惠，惟不適用於與非九巴／龍運路線之轉乘優惠，亦不能享有「公共交通費用補貼計劃」及「長者及合資格殘疾人士公共交通票價優惠計劃」。 - 帶粗體字者為雙向分段收費，乘客必須使用八達通（九巴月票除外）上車拍卡繳費，並於下車前後於指定巴士站裝設拍卡機確認八達通，方可享有分段收費優惠。 |

## 使用車輛
本線開線初期採用利蘭勝利二型行走，其後改用3軸巴士作主力，包括11米的利蘭奧林比安11米巴士及丹尼士巨龍11米巴士等。而空調巴士中，更加幾乎所有九巴車隊中的空調車車款曾經擔當本路線主力。到了2000年4月，本路線車隊更換入當時新款的猛獅24.310低地台巴士行走，是九巴首條以該款車行走的路線，更是屯門區第2條採用低地台巴士行走的巴士線（首條是60M）。本線的猛獅24.310在2004年被調走（主要調往61X）。
本線曾採用配2002年Volgren車身的猛獅24.310行駛，直至2004年全數被調往259D，換入多輛原本行駛259D的富豪超級奧林比安巴士行駛。2005年，加入Wright車身的富豪超級奧林比安行駛，成為屯門區第2條採用該車款的巴士（首條是961），2007年引入斯堪尼亞K310UD、富豪B9TL巴士行駛本線，同時本線的富豪超級奧林比安陸續撤離本線。
2011年至2012年年間更換入富豪B9TL（歐盟5型）。
2016年7月屯門車廠及荔枝角車廠先後加入Enviro500 MMC 12.8米（3ATENU）行走，成為首條引入「巨無霸巴士」作掛牌車的九巴屯門至旺角區路線
，但其實本線非繁忙時間的客流量並不足，使用12.8米巴士的效益不大，故最後此款巴士全部被調走。
2018年，屯門車廠再次加入Enviro500 MMC 12.8米（3ATENU）行走，但因同上原因，最後該三輛用車已調往有更大需要的68X線。
2021年3月，荔枝角車廠更換本線派車為配Wright III型車身、白色電子路線牌之富豪B8L12米（V6B），同時取代唯一一部「低載」富豪B9TL（AVBWU222 / RD9278）。
2022年1月，本線其中一字軌更換全港唯一配Wright II型車身之富豪B8L12米（AVBWL / UU8290）。
2022年10月下旬，本線第三度加入12.8米巴士，彌補一部被調往67M線的富豪B8L12米（V6B181 / XE2041）；用車乃來自九龍灣車廠剩餘唯一一部首批配MCV EvoSeti車身的富豪B8L12.8米（V6X101 / XH8382）。
本線現時獲派27輛富豪B8L（25輛12米V6B、2輛12.8米V6X）及2輛Enviro500 MMC 12米（ATENU）巴士，均屬屯門車廠或荔枝角車廠。
| 車隊編號  | 車牌   |
| --------- | ------ |
| V6B1      | WA4799 |
| V6B2      | WA8593 |
| V6B3      | WA9180 |
| V6B9      | WB1799 |
| V6B14     | WB9296 |
| V6B17     | WC1766 |
| V6B18     | WC2958 |
| V6B22     | WC7411 |
| V6B23     | WC7657 |
| V6B24     | WC7256 |
| V6B25     | WC7787 |
| V6B26     | WC7934 |
| V6B27     | WC7987 |
| V6B29     | WC9181 |
| V6B31     | WC9561 |
| V6B40     | WD4302 |
| V6B43     | WD3657 |
| V6B44     | WD3683 |
| V6B84     | WG1459 |
| V6B137    | WM5726 |
| V6B175    | XE1416 |
| V6B178    | XE1099 |
| V6B181    | XE2041 |
| V6B186    | XH9233 |
| ATENU1426 | VL5320 |
| ATENU1561 | VR5348 |

## 行車路線

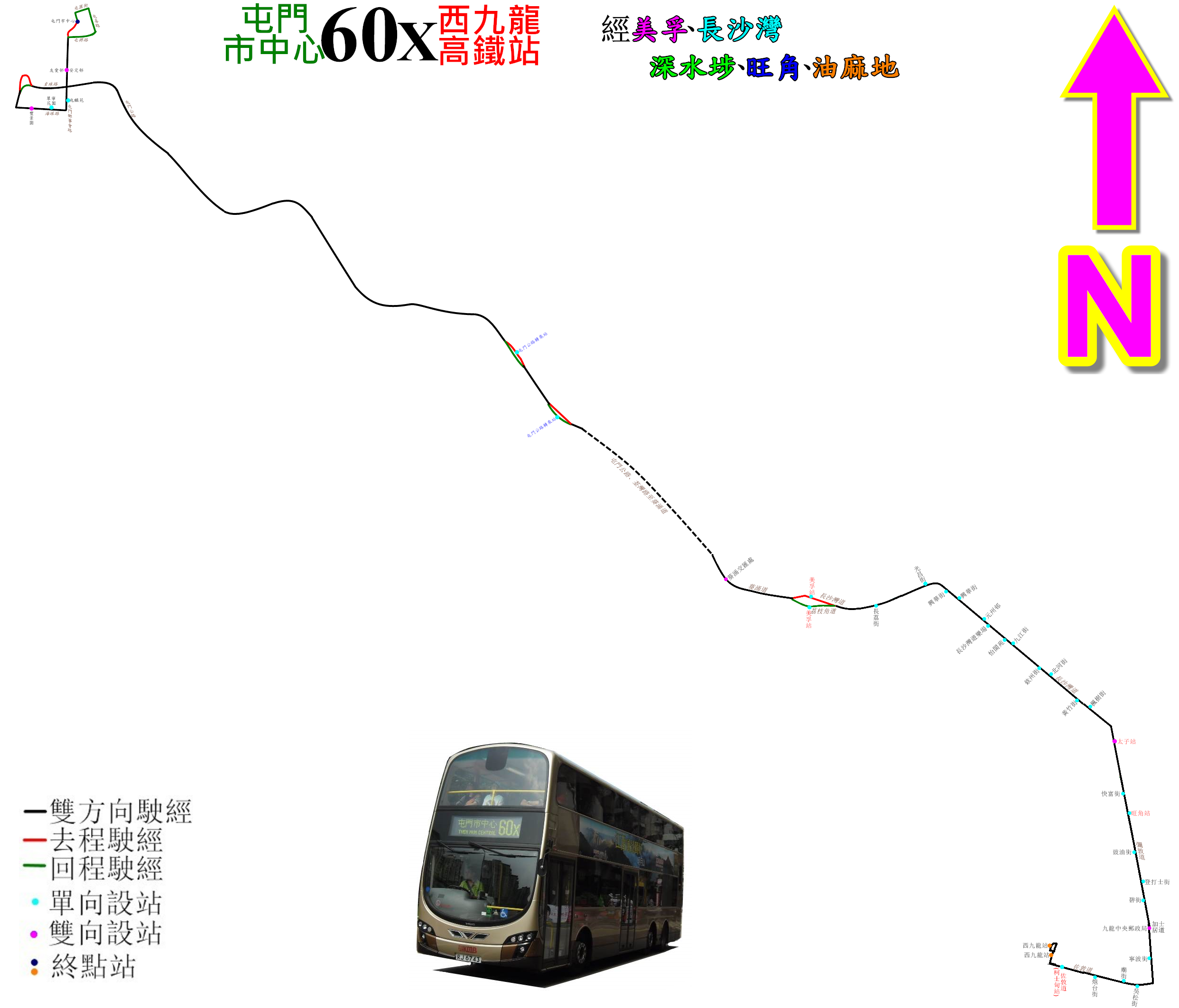
此線的走線圖

屯門市中心開經：屯門鄉事會路、海珠路、海皇路、皇珠路、屯門公路、屯門公路巴士轉乘站、屯門公路、荃灣路、葵涌道、長沙灣道、彌敦道、佐敦道及海泓道。
佐敦（西九龍站）開經：海泓道、佐敦道、彌敦道、長沙灣道、荔枝角道、葵涌道、荃灣路、屯門公路、屯門公路巴士轉乘站、屯門公路、皇珠路、海皇路、海珠路、屯門鄉事會路、屯興路、屯喜路及屯匯街。
具體停站請參考資訊框

## 紀錄
本路線有多個紀錄，包括：
1. 首條屯門區往返西九龍的特快路線
2. 首批取道荃灣路全段的巴士線之一（另一條為61X，但後來改經汀九橋、長青隧道及青葵公路）
3. 九巴首條採用猛獅24.310巴士的路線

## 外部連結
- 九龍巴士60X線官方網站路線資料 （页面存档备份，存于）

 香港大典上的相关条目：九巴60X線（繁體中文）